# 刘霞 (举重运动员)
刘霞（1981年—），籍贯山东潍坊，中国举重运动员。

## 生涯
2000年代表山东省队参加全国举重锦标赛，获得冠军。2001年，她获得亚洲举重锦标赛六十三公斤级冠军。2002年，获釜山亚运会女子举重六十三公斤级金牌。2008年后，刘霞以中国澳门运动员身份出战国际比赛。2010年广州亚运会前，刘霞因在澳门未住满三年，未能取得参赛资格。

## 外部連結
- 潍坊力士刘霞初试啼音
- 举重世锦赛李宏利夺以金 刘霞与金牌失之交臂（页面存档备份，存于）